# Trematochromis
Trematochromis – rodzaj ryb z rodziny pielęgnicowatych (Cichlidae).

## Taksonomia
Rodzaj został opisany przez Maxa Polla w 1987 roku. Przyjętym przez autora typem nomenklatorycznym rodzaju jest Trematochromis schreyeni znany jedynie z holotypu złowionego w pobliżu Luhanga w północno-zachodnim krańcu jeziora Tanganika. Do tego samego rodzaju został zaliczony drugi – wyłoniony z Haplochromis – gatunek Trematochromis benthicola. W 1995 roku Poll i Gosse przenieśli obydwa gatunki do rodzaju Ctenochromis, pomimo że wyraźnie różnią się kształtem i ubarwieniem ciała od pozostałych przedstawicieli tego rodzaju. Zmiana zaproponowana przez Polla i Gosse'a została wkrótce zakwestionowana przez Tetsumi Takahashi, który wykazał, że problematyczne gatunki należy wyodrębnić z Ctenochromis, nie przedstawił jednak propozycji do jakiego rodzaju je przenieść. Dla podkreślenia tymczasowości nazwy rodzajowej przyjęto zapis „Ctenochromis”.
Takahashi i inni wykazali również, że okaz przyjęty za typ nomenklatoryczny rodzaju Trematochromis i T. benthicola („Ctenochromis” benthicola) to ten sam gatunek. Tym samym T. schreyeni został uznany za synonim „C.” benthicola.
Ponieważ nazwa rodzaju Trematochromis została uznana za synonim Ctenochromis, zgodnie z zasadami nomenklatury zoologicznej nie mogła być ponownie stosowana przed ukazaniem się stosownej publikacji naukowej (rewizji taksonomicznej). W 2006 roku Martin Geerts specjalizujący się w taksonomii pielęgnic opowiedział się na łamach pisma „Cichlidae”, wydawanego przez British Cichlid Association, za ponownym przyjęciem nazwy Trematochromis. Stanowisko takie zostało zaakceptowane przez Wiliama Eschmeyera.
Obecnie Trematochromis jest rodzajem monotypowym.

## Klasyfikacja
Jedynym jego przedstawicielem jest Trematochromis benthicola.
Badania molekularne przeprowadzone przez Schwarzer i innych sugerują, że gatunek ten jest blisko spokrewniony z plemieniem Limnochromini.